# Illuminotecnica

Illuminotecnica, studio dei vari sistemi dell'illuminazione, da sinistra verso destra si va da soluzioni interamente dirette ad interamente indirette

L'illuminotecnica è la disciplina tecnico-scientifica che si occupa dell'illuminazione di spazi ed ambienti, sia interni che esterni, sia sfruttando la luce solare sia la luce artificiale.
Per produrre un progetto di illuminazione artificiale la conoscenza dell'illuminotecnica è condizione necessaria ma non sufficiente, poiché un progetto di illuminazione si basa su conoscenze interdisciplinari, quali:
- Fisiologia e psicologia della visione: percezione luminosa dell'occhio umano, ergonomia dell'illuminazione, comfort visivo
- Architettura e design: scelta della luce adatta per interni o esterni, edifici, monumenti, piazze, giardini, musei
- Elettrotecnica: impiego dell'elettricità nell'illuminazione, tipologie di lampade, impiantistica
- Regolamentazione: sicurezza (illuminazione di emergenza), risparmio energetico, inquinamento luminoso

## Normativa illuminotecnica
In Italia l'illuminotecnica non è governata da alcuna legge dello Stato, cosa che avviene in altri paesi europei, come la Francia, dove bisogna presentare un calcolo illuminotecnico per vedersi approvare delle licenze edilizie. Può tuttavia esistere in alcuni casi la normativa regionale sull'argomento: in Emilia-Romagna è in vigore la Legge Regionale n.19 del 29/09/2003 e la Direttiva Regionale n.1688 del 18/11/2013.
A partire dall'ottobre 2004 in Italia è stata recepita la Norma Europea EN 12464 che ha introdotto interessanti novità per quanto riguarda l'utilizzo della luce artificiale negli ambienti interni. Si fa particolare riferimento al valore di illuminamento medio "mantenuto", alla limitazione dell'abbagliamento diretto generato dai corpi illuminanti ed alla resa cromatica della lampade.
In precedenza si prevedeva un valore medio per l'illuminazione generale di un ambiente, ora si fa distinzione fra la task-area dove avviene il compito visivo e le zone circostanti. Tramite apposite tabelle fornite dai produttori o con l'uso dei software di calcolo si deve verificare l'indice di abbagliamento diretto UGR, questo valore tiene conto dell'abbagliamento diretto prodotto dagli apparecchi all'interno del campo visivo e della luminanza dello sfondo rispetto all'osservatore. Per la prima volta vengono indicati gli indici di resa cromatica per le lampadine, questo si traduce in una scelta più responsabile delle sorgenti luminose disponibili sul mercato.
In precedenza veniva utilizzata la normativa UNI 10380, che stabiliva alcuni parametri da rispettare per avere degli ambienti confortevoli dal punto di vista dell'illuminazione naturale e artificiale. Tale normativa era richiesta da enti privati o enti statali in sede di gare di progettazione di illuminazione, anche se, come detto, non era adottata ufficialmente dallo Stato italiano. La UNI 10380 stabiliva quale deve essere l'intervallo di lux entro cui bisogna stare per garantire un comfort visivo adeguato alla mansione o attività che si svolge in un dato locale. Non solo: indicava anche quale doveva essere il limite del livello di abbagliamento massimo accettabile dagli apparecchi illuminanti e quale doveva essere la temperatura di colore delle lampade utilizzate. Per gli ambienti esterni la nuova Norma Europea CEN 13201 è in corso di traduzione.

## Il calcolo illuminotecnico

Resa spettrale delle diverse tecnologie (fluorescenza, led bianchissimo, lampadina ad incandescenza alogena, led bianco, lampadina da incandescenza), messo in confronto con lo spettro del sole

Eseguire calcoli illuminotecnici a mano è di fatto improponibile: la luce che raggiunge una superficie, infatti, non dipende solamente dalla lampada che è posta al di sopra di essa, ma è la sommatoria di tutti i fotoni che vengono emessi da tutti i corpi illuminanti e poi riflessi da tutti i materiali che si trovano all'interno di un ambiente.
Per calcolare correttamente il valore di illuminamento di una superficie, dunque, bisogna conoscere come è fatto l'ambiente, di che materiale e di che colore sono fatte le pareti, i mobili, il soffitto e il pavimento. 
Esiste, infatti, la possibilità di illuminare un ambiente esclusivamente con luce indiretta, ovvero con luce proiettata solo sul soffitto o sulle pareti che poi, riflessa, ricade sulla nostra superficie di calcolo: questo tipo di calcolo a mano è troppo impreciso per essere accettabile in sede di progettazione.
Esistono dei software di calcolo che permettono di studiare il comportamento della luce simulando, nella realtà virtuale, tutte le superfici con la loro capacità di riflettere la luce e, soprattutto, la caratteristica di emissione delle lampade prescelte. Esistono diversi programmi, anche distribuiti gratuitamente, che permettono di effettuare questo calcolo in modo rapido ed efficace.
Per scambiare le informazioni sulle lampade si fa riferimento ad uno standard internazionale, supervisionato dall'IESNA (The Illuminating Engineering Society of North America), secondo cui i dati relativi alla quantità di luce emessa in diverse direzioni sono racchiusi in un codice alfanumerico di un file con estensione .IES, leggibile attraverso i programmi citati. Tale file, applicato ad una lampada virtuale nel software, permette di simulare l'illuminazione prodotta dall'apparecchio e valutarne obiettivamente ed efficacemente la compatibilità con le esigenze di progetto.
È inoltre molto diffuso il formato Eulumdat, ogni file .LDT racchiude la curva di distribuzione della luce e le dimensioni del solido rappresentante il corpo illuminante. Considerata la semplicità e la minima dimensione dei file eulumdat, all'interno dei programmi di calcolo i corpi illuminanti possono avere solo l'aspetto di un parallelepipedo o di un cilindro, comunque ai soli fini della verifica illuminotecnica un corpo semplice permette di risparmiare molto tempo.

## Organizzazioni e associazioni
- AIDI
- APIL
- PLASA
- IES
- Accademia della Luce
- ALD
- ILDA
- AILD